# Assitan Koné
Pour les articles homonymes, voir Koné.
Assitan Koné est une joueuse française de basket-ball, née le 23 avril 1995 à Bondy (France).

## Biographie
En 2014-2015, elle effectue une saison blanche pour cause de blessure.
Depuis sa sortie du Centre Fédéral, elle ne perce pas au sein de l'effectif toulousain avec 2,2 points et 1,1 rebond en LFB en 2015-2016. Elle signe à Arras en Ligue 2 pour relancer sa carrière. Elle dispute la saison LFB 2017-2018 avec Montpellier (4,2 points et 2,3 rebonds en Euroligue), puis s'engage pour 2018-2019 avec Mondeville où son nouvel entraîneur Romain L’Hermitte dit d'elle : « Assitan est tout d’abord une joueuse avec un gros mental de compétitrice, il y a quelques années, elle a subi de grosses blessures et a réussi à les surmonter afin de retrouver le haut niveau. En plus d’avoir les valeurs humaines que nous recherchons au fond de chacune de nos joueuses, elle est une joueuse de grande taille très polyvalente ». En 2018-2019, son impact a été modéré à l'USO Mondeville (7,7 points à 38,7 % de réussite aux tirs, 3,1 rebonds et 2,5 balles perdues pour 4,9 d'évaluation) ne pouvant éviter à son club de jouer les play-downs. 
Pour la saison suivante, elle rejoint Saint-Amand.
En avril 2020, après une saison écourtée par la pandémie de Covid-19 mais réussie (11,2 points 41,5 % de réussite aux tirs (48 % aux 2-points, 35 % aux 3-points), 5,4 rebonds et 1,5 passe décisive pour une évaluation moyenne de 10,5 en 30 minutes de jeu), elle prolonge d'un an son séjour dans le Hainaut.
Avec Caroline Hériaud, Marie Mané et Victoria Majekodunmi, elle est membre de la sélection nationale U23 qui remporte les Jeux méditerranéens à Tarragone en juin 2018.
Elle fait partie de l'équipe nationale féminine 3x3 médaillée d'or aux Jeux européens de 2019 à Minsk.

## Clubs
- 2007-2009 : Tremblay Athletic Club
- 2010-2013: Centre fédéral
- 2013-2016 : Toulouse Métropole Basket
- 2016-2017 : Arras Pays d'Artois Basket féminin
- 2017-2018 : Lattes-Montpellier
- 2018-2019 : USO Mondeville
- 2019-2021 :  Saint-Amand
- 2021- :  Roche Vendée Basket Club

## Palmarès
- Vainqueur des Jeux méditerranéens de 2018
- Vainqueur des Jeux européens de 2019